# Parc Nacional de Table Mountain
El Parc Nacional de Table Mountain (en anglès:Table Mountain National Park, en afrikaans:Tafelberg Nasionale Park) anteriorment conegut com a Cape Peninsula National Park, és un Parc Nacional a la Ciutat del Cap, Sud-àfrica, proclamat el 29 de maig de 1998, per tal de protegir el medi ambient natural de la Table Mountain i en particular la seva especial vegetació de fynbos. Està inscrit a la llista del Patrimoni de la Humanitat com una part de la Regió florística del Cap.
Té dos punts ben coneguts: Table Mountain, i el Cap de la Bona Esperança (Cape of Good Hope), que és el punt extrem sud d'Àfrica.

## Geografia

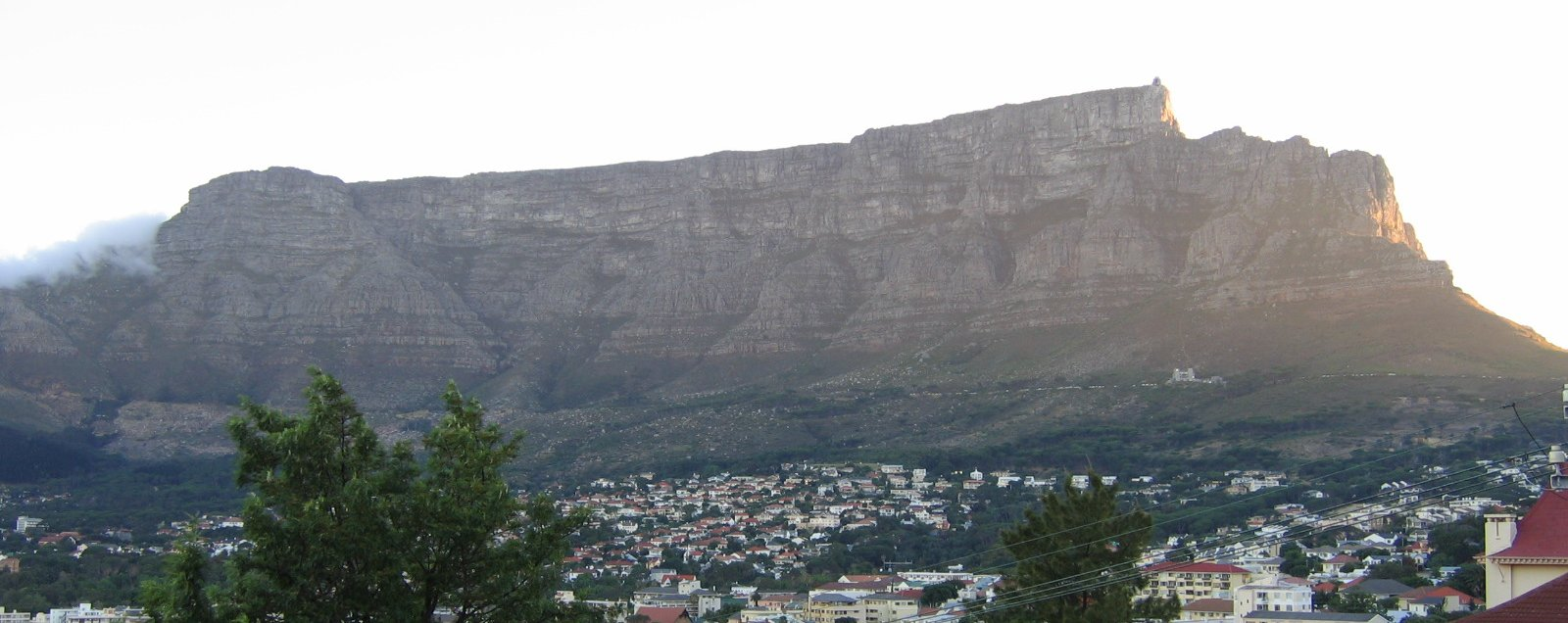
Table Mountain, vista des de Signal Hill

El parc discorre de nord a sud junt a la serralada que fan l'espina de la Península del Cap, acaba a Cape Point.
El parc no és una zona simple contigua, està dividit en tres seccions separades que es detallen a continuació:

### Secció Table Mountain
Aquesta secció va ser formada pel Table Mountain National Monument, Cecilia Park, i Newlands Forest. El Jardí Botànic Kirstenbosch National Botanical Garden no forma part oficialment del parc.

### Secció Silvermine-Tokai
Cobreix les muntanyes Constantiaberg, Steenberg Peak i Kalk Bay.
Aquesta secció es va formar del Tokai State Foresti la Silvermine Nature Reserve.

### Secció Cape Point

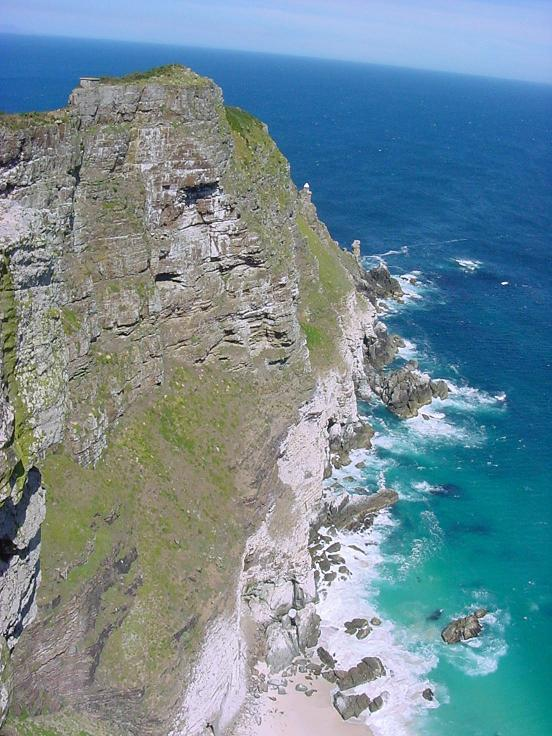
Vista del sud de Cape Point.

Aquesta secció cobreix el sud de la Península del cap, des de Cape Point i Cape of Good Hope al sud, a Scarborough a la costa de l'Atlàntic i Simon's Town a False Bay. Es va formar a partir de la Cape of Good Hope Nature Reserve.

## Flora
Aquesta zona forma part de la Regió florística del Cap i com a tal té una flora molt variada, en gran part rara i endèmica. Amb espècies de Protea, erica, restio i Asteraceae, també molts geòfits.
Algunes parts del parc són boscos afromontans
Un arbre ben conegut és l'arbre argentat (Leucadendron argenteum).).
La major part de la flora del parc és única al món. Entre els problemes de conservació hi ha l'agricultura, el desenvolupament urbà, la recol·lecció furtiva (per usos medicinals) i les plantes invasores com Acacia cyclops, o Hakea i pinss en plantacions comercials als vessants de la muntanya.Hi ha un programa per treure aquestes espècies foranes.
La concentració de plantes amenaçades d'extinció a la Table Mountain és la més alta del món en una zona continental.

## Fauna
Històricament hi havia grans depredadors com el lleó del Cap, el lleopard (fins a 1920 i potser fins a l'actualitat)), i la hiena tacada i el xacal d'esquena negra. També van desaparèixer els grans herbívors com l'Elefant africà de sabana, el rinoceront negre, el kudu, l'eland, la zebra de muntanya i el Damalisc, Les tres darreres espècies s'han reintroduït al parc.
Mamífers més petits que encara es troben en el parc són: caracal, hyrax i petits antílpos com el Cape Grysbok i el reintroduït klipspringer.
El babuí Chacma habita al sud del parc, acostumat als visitants pot esdevenir perillós si associa els visitants amb l'alimentació. Per tant, està prohibit als visitants donar-los menjar
Hi ha espècie endèmiques de granotes (Table Mountain Ghost Frog).